# 西泽隆二
西泽隆二（1903年11月18日—1976年9月18日），日本社会运动家、诗人、共产主义者、毛泽东思想研究者。笔名野山广（ぬやま・ひろし）。
西泽隆二是企业家西泽吉治之子，出生兵库县。他在第二高等学校读书期间接触到共产主义思想并十分赞同，中途退学。1930年，任日本普罗作家同盟的书记长。1931年8月加入日本共产党。1934年，因违反《治安维持法》，被逮捕入狱，判处惩役6年，狱中11年坚定信仰立场。1945年10月，被驻日盟军总司令部释放出狱，此后为日共的复兴作出努力。他热衷于歌舞等文艺研究，负责日共的文宣工作。第22回众议院议员总选举和第一回参议院议员通常选举时为立候補。
红色清洗时被驻日盟军总司令部解除一切公职，与德田球一、野坂参三等日共所感派领导人流亡中国，在北京组建“北京机关”。但后来西泽隆二向以宫本显治为首的国际派妥协，并与德田球一决裂。德田球一病重昏迷期间，西泽隆二与野坂参三将德田球一的重要助手伊藤律开除党籍并关押。1955年日本共产党第6回全国协议会（六全协）之后，日共与中共的路线对立。西泽隆二不服从日共的组织方针，于1966年10月被开除党籍。随后西泽加入福田正义组织的日本共产党（左派），设立毛泽东思想研究会，成为该会机关杂志毛泽东思想研究编辑人。

## 主要作品

### 著作
- 『詩集編笠』日本民主主義文化聯盟 1946年、のち三一新書 1956年 - 「若者よ」などが収められている。
- 『赤サビ物語』 ひろしぬやま 暁明社 1948年
- 『愛情の問題』 正続 冬芽書房・日本青年共産同盟出版部 1949年 、『青年運動における愛情の問題』三一新書 1956年
- 『ひろしぬやま詩集』 冬芽書房 1950年、弘文堂(アテネ文庫) 1954年
- 『働く若者よ誇り高く』 1－3部 新日本出版社・週刊わかもの社 1959年‐1962年
- 『発表されなかった詩二編』（1963年） - 「毛沢東思想研究」1966年12月号に収録。
- 『愛国の書』五同産業出版部（1971年） - 「毛沢東思想研究」1971年1-2-3月号付録。
- 『ぬやま・ひろし選集』全10巻、グラフわかもの社 1963年-1965年

### 电影
- 『チョンリマ（千里馬）―社会主義朝鮮の記録―』（1964年） - 製作 ぬやまひろし